# Troporhogas
Troporhogas (лат.) — род паразитических наездников из семейства Braconidae (Ichneumonoidea) отряда перепончатокрылые насекомые. Юго-Восточная Азия.

## Описание
Наездники средних и мелких размеров (5—10 мм). В усиках 30—50 сегментов, усики короче тела (обычно ~ 1,5 × длина переднего крыла); лицо по крайней мере с некоторой поперечной полосатостью; скуловой шов неглубокий; глаза выемчатые; висок с тонкой полосатостью; лоб довольно плоский, обычно с поперечной или косой полосатостью, обычно с парой килей, идущих вдоль заднебоковых краев усиковых впадин и затем более или менее сходящихся перед срединным глазком, разделяя лоб на переднюю и заднюю части. Затылочный киль полный, соединяется с гипостомальным килем вентрально, хорошо удален от основания мандибул. Мезосома в основном гладкая блестящая; нотаули умеренно глубокие, сходятся кзади, но не соединяются с заднегрудью, не достигая заднего края мезоскутума. Предположительно, как и другие Rogadinae паразитируют в качестве эндопаразитоидов на гусеницах бабочек.

## Систематика
Включает около 20 видов. Род Troporhogas был впервые описан в 1905 году британским энтомологом Питером Камероном (1847—1912) по материалам из Шри-Ланки. Включен в подсемейство Rogadinae. В дальнейшем часть видов фигурировали в составе рода Iporhogas Granger, 1949, которые были формально по молекулярным основаниям типовых видов синонимизированы в 2021 году.

### Классификация
- Troporhogas anamikae Ranjith, 2024 — Индия
- Troporhogas albilateralis (Long, 2014) (= Iporhogas albilateralis Long, 2014) — Вьетнам, Таиланд[7]
- Troporhogas albipes Cameron, 1905 — Шри-Ланка[8]
- Troporhogas alboniger Quicke, Loncle & Butcher, 2024 — Таиланд
- Troporhogas benjamini Quicke, Loncle & Butcher, 2024 — Таиланд
- Troporhogas chinensis (Chen & He, 1997), (= Iporhogas chinensis Chen & He, 1997) — Китай
- Troporhogas contrastus (Long, 2014), (= Iporhogas contrastus Long, 2014) — Вьетнам, Таиланд[7]
- Troporhogas flavistigma (Chen & He, 1997), (= Iporhogas flavistigma Chen & He, 1997) — Китай
- Troporhogas guangxiensis (Chen & He, 1997), (= Iporhogas guangxiensis Chen & He, 1997) — Китай, Вьетнам
- Troporhogas hugoolseni Quicke, Loncle & Butcher, 2024 — Таиланд
- Troporhogas infuscatipennis (Granger, 1949), (= Iporhogas infuscatipennis Granger, 1949) — Мадагаскар[9]
- Troporhogas rafaelnadali Quicke, Loncle & Butcher, 2024 — Таиланд
- Troporhogas rogerfedereri Quicke, Loncle & Butcher, 2024 — Таиланд
- Troporhogas ruficeps Cameron, 1905 — Шри-Ланка
- Troporhogas rugivertex (Chen & He, 1997), (= Iporhogas rugivertex Chen & He, 1997) — Китай
- Troporhogas simulatus (Long, 2014), (= Iporhogas simulatus Long, 2014) — Вьетнам[7]
- Troporhogas tricolor Cameron, 1905 — Шри-Ланка
- Troporhogas tricoloratus (Long, 2014), (= Iporhogas tricoloratus Long, 2014) — Вьетнам[7]
- Troporhogas trimaculatus Cameron, 1905 — Шри-Ланка
- Troporhogas unicolor (Chen & He, 1997), (= Iporhogas unicolor Chen & He, 1997) — Китай, Таиланд